# پشه‌گیر کوبایی
پشه‌گیر کوبایی (نام علمی: Polioptila lembeyei) نام یک گونه از سرده پشه‌گیرها است.